# ميك جنكينز
ميك جنكينز (بالإنجليزية: Mick Jenkins) هو رابر أمريكي، ولد في 16 أبريل 1991 في هنتسفيل في الولايات المتحدة.

## وصلات خارجية
- ميك جنكينز على موقع ميوزك برينز (الإنجليزية)
- ميك جنكينز على موقع أول ميوزيك (الإنجليزية)
- ميك جنكينز على موقع ديسكوغز (الإنجليزية)